# Orquesta Filarmónica de Brooklyn
La Orquesta Filarmónica de Brooklyn (en inglés: Brooklyn Philharmonic) es una orquesta sinfónica estadounidense con sede en el municipio de Brooklyn, Nueva York. Es la orquesta residente de la Brooklyn Academy of Music (BAM), y también ofrece actuaciones en el Museo de Brooklyn y otros lugares.

## Historia
Siegfried Landau fundó la orquesta en 1954 bajo el nombre de Brooklyn Philharmonia. Desde su inicio, Landau dio un enfoque contemporáneo a la orquesta. 
Landau dimitió en 1971. En 1982, la orquesta cambió su nombre por el de Orquesta Filarmónica de Brooklyn. El segundo director musical de la orquesta, Lukas Foss, fue conocido por su serie de concierto: Conoce a los modernos ("Meet the Moderns"). 
La orquesta tuvo también algunos problemas financieros y en el número de abonados. En 1991 y 1992, la orquesta perdió alrededor de 1700 abonados de un total de 3000, después de que el presidente del BAM, Harvey Lichtenstein, y Denis Rusell Davies (el entonces director principal) anunció que la orquesta se centraría en la música del siglo XX. 
Robert Spano, el cuarto director musical de la orquesta, ocupa el puesto en 1996, sin haber oído a la orquesta antes de su nombramiento. Spano consigue mejorar la técnica de la orquesta y continúa dando a sus repertorios el enfoque contempóraneo. 
En 2005, la orquesta fue una de las 406 instituciones artísticas de Nueva York que recibieron una subvención de 20 millones de dólares de la Carnegie Corporation, que fue posible gracias a una donación del alcalde de Nueva York Michael Bloomberg. Además, gracias a las recaudaciones de 2006 la orquesta redujo sus deudas.

## Directores
- Siegfried Landau (1954-1971).
- Lukas Foss (1971-1988).
- Dennis Russell Davies (Director principal, 1991-1996).
- Robert Spano (1996-2004).
- Michael Christie (desde 2005).